# Гордеевка (Алтайский край)
Гордеевка — село в Троицком районе Алтайского края. Входит в состав Хайрюзовского сельсовета.

## География
Расположено на берегах реки Большой Речки. Абсолютная высота — 220 метров над уровнем моря.
Климат
Климат характеризуется как континентальный, с продолжительной холодной зимой и коротким тёплым летом. Средняя температура самого тёплого месяца (июля) составляет 19 °С. Средняя температура самого холодного месяца (января) — −18 °С (абсолютный минимум — −50 °С). Годовое количество осадков — 300—350 мм. Продолжительность периода с устойчивым снежным покровом составляет 160 −170 дней.

## История
Основано в 1846 году. В 1926 году в селе имелось 383 хозяйства и проживало 2293 человека (1129 мужчин и 1164 женщины). В национальном составе населения того периода преобладали русские. В административном отношении являлось центром Гордеевского сельсовета Больше-Реченского района Бийского округа Сибирского края.

## Население
| 1926 | 1997 | 1998 | 1999 | 2000 | 2001 |
| ---- | ---- | ---- | ---- | ---- | ---- |
| 2293 | ↘337 | ↗340 | ↘321 | ↗330 | ↘300 |
| 2002 | 2003 | 2004 | 2005 | 2006 | 2007 |
| ↘274 | ↘252 | ↘250 | ↘233 | ↘202 | ↘195 |
| 2008 | 2009 | 2010 | 2011 | 2012 | 2013 |
| ↘181 | ↘167 | ↘154 | ↗156 | ↘142 | ↘134 |

Национальный состав
Согласно результатам переписи 2002 года, в национальной структуре населения русские составляли 92 %.